# Albrecht Eberhard Killinger
Albrecht Eberhard Killinger (* 25. April 1688 in Harburg (Schwaben); † 2. April 1764 in Bayreuth) war ein deutscher Verwaltungsjurist, Leiter des Kastenamtes Kulmbach und markgräflicher Kammerrat.

## Leben

### Herkunft und Familie
Albrecht Eberhard Killinger entstammte einer Familie, die ihren Namen nach ihrem Herkunftsort Killingen, Ortsteil von Ellwangen, ableitet. Die Herren von Killingen bewohnten im 14./15. Jahrhundert die Burg Killingen und waren verwandt mit den Herren von Herren von Röhlingen.

Wappen derer von Killingen nach dem Neuen Siebmacher (1911)

Er war der Sohn des Jakob Friedrich Killinger (1655–1689), Begründer der bürgerlichen Linie Killinger, und dessen Ehefrau Sidonia Christiana Strass (1663–1732).
Albrecht war fünfmal verheiratet. Aus den Ehen gingen dreizehn Kinder hervor, darunter Johann Georg (1732–1785), der aus der dritten Ehe mit Christiane Wilhelmine Fabricius (1702–1732)stammt. 

### Ausbildung
Nach dem Studium der Rechtswissenschaften erhielt er eine Anstellung als kaiserlicher Kriegsauditeur und wurde später  brandenburg-kulmbachischer 
Amtsadjunkt im Kloster Himmelkron, wo er 1715 die als Amtsverweser Leitung übernahm. 1720 wurde ihm die  Leitung des Kastenamtes Kulmbach übertragen und führte den Titel Kastenamtmann. 1726 wurde er zusätzlich Landkammerkommissar und 1730 auch Festungs- und Forstereikommissar.  
Nach Albrechts Tod bewilligte  Markgraf Friedrich Christian seiner Witwe und den Kindern per Dekret vom 24. Mai 1764 ein ganzes Gnadenjahr.

### Auszeichnungen
- 1733 Wirklicher Kammerrat
- 1763 Geheimer Kammerrat